# Безкрайност
Безкрайността е категория в човешкото мислене, използвана в области като математиката, физиката, философията и теологията и означава неограничено количество или величина, която може да бъде по-голяма от всяко избрано естествено или реално число. Отбелязва се със символа ∞.
В математиката безкрайността често се третира като число, например при измерване или изброяване на различни обекти („безкраен брой събираеми“), но тя не носи всички характеристики на числата. В числените системи, включващи безкрайно малки стойности безкрайността е тяхната реципрочна стойност – число, по-голямо от всички реални числа.
От времето на древните гърци философската природа на безкрайността е обект на много дискусии сред философите. През XVII век, с въвеждането на символа за безкрайност, математиците започват да работят с безкрайни редици и това, което някои математици считат за безкрайно малки величини. Остава неясно дали безкрайността може да се разглежда като число или величина и ако да, как може да се направи това. В края на XIX век и началото на XX век много идеи, свързани с безкрайността и безкрайните множества са формализирани от Георг Кантор. В развитата от него теория се разглеждат безкрайни множества с различен размер (наричан мощност). Така например множеството на целите числа е безкрайно изброимо множество, а множеството на реалните числа е безкрайно неизброимо множество. При тази употреба безкрайността е математическо понятие и безкрайните математически обекти могат да бъдат изучавани, манипулирани и използвани точно както всеки друг математически обект.
Математическата концепция за безкрайността усъвършенства и разширява старата философска концепция, по-специално чрез въвеждане на безкрайно много различни размери на безкрайни множества. Сред аксиомите на теорията на множествата е аксиомата за безкрайността, която гарантира съществуването на безкрайни множества. Математическата концепция за безкрайността и манипулирането с безкрайни множества се използват навсякъде в математиката, дори в области като комбинаториката.

## В математиката

### Символично означение
Символът за безкрайност {\displaystyle \infty }, наричан понякога лемниската, е въведен от Джон Уолис през 1655 година в неговия труд „De sectionibus conicis“.
Едно от предположенията за избора на този символ е, че той произлиза от римската цифра за 1000, която от своя страна произлиза от етруската CIƆ и която понякога е използвана за означаване на произволен голям брой. Друга възможност е лемниската да е вариант на последната буква в гръцката азбука ω (омега) Предимство на този символ при ранната печатна техника е лесното му възпроизвеждане чрез завъртане на символа „8“ на една страна.
Символът за безкрайност може да се представи в HTML с кода &infin;, а в LaTeX – с \infty. В Уникод той има номер U+221E (∞) или 8734 в десетично изписване.

### В математическия анализ
Готфрид Лайбниц, един от създателите на математическия анализ, разсъждава задълбочено върху безкрайните числа и тяхното използване в математиката. За него безкрайно малките и безкрайните количества са идеални обекти с различна природа от наблюдаемите количества, но споделящи същите свойства.
В реалния анализ символът {\displaystyle \infty }, наричан „безкрайност“, описва неопределена граница. {\displaystyle x\rightarrow \infty } означава, че x нараства без ограничение, а {\displaystyle x\to -\infty } – че намалява без ограничение. Ако f(t) ≥ 0 за всяко t, тогава
- {\displaystyle \int _{a}^{b}\,f(t)\ dt\ =\infty } означава, че f(t) не огражда крайна площ от a до b
- {\displaystyle \int _{-\infty }^{\infty }\,f(t)\ dt\ =\infty } означава, че общата площ под f(t) е безкрайна
- {\displaystyle \int _{-\infty }^{\infty }\,f(t)\ dt\ =n} означава, че общата площ под f(t) е крайна и равна на n

Безкрайността се използва и за описването на безкрайни редове:
- {\displaystyle \sum _{i=0}^{\infty }\,f(i)=a} означава, че безкрайният ред е сходящ към дадена реална стойност a
- {\displaystyle \sum _{i=0}^{\infty }\,f(i)=\infty } означава, че редът е разходящ, като междинните суми нарастват без ограничение

Безкрайността се използва не само за дефиниране на граници, но и като стойност в разширената числова права. В такава система точките {\displaystyle +\infty } и {\displaystyle -\infty } се добавят към топологичното пространство на реалните числа, подлагайки го на двуточкова компактификация. Добавянето на алгебрични свойства към това пространство дава разширената числова права. Възможно е също {\displaystyle +\infty } и {\displaystyle -\infty } да се разглеждат като идентични, което води до едноточкова компактификация на реалните числа – реална проекционна права.
В комплексния анализ символът {\displaystyle \infty } също обозначава неопределена граница. {\displaystyle x\rightarrow \infty } означава, че модулът {\displaystyle |x|} на x нараства без ограничения. Добавянето на точка, означена с {\displaystyle \infty } към топологичното пространство на комплексната равнина извършва едноточкова компактификация, резултатът от която е разширена комплексна равнина, наричана риманова сфера.
Първоначалната формулировка на математическия анализ от Исак Нютон и Готфрид Лайбниц използва безкрайно малки величини. През XX век е демонстрирано, че този подход може да бъде поставен на строга основа с помощта на различни логически системи, една от които е нестандартния анализ. При него безкрайно малките величини имат реципрочни стойности, които са безкрайни числа. В този контекст безкрайностите са част от хиперреално поле, като те не са еквивалентни на Канторовите трансфинитни числа. Така, ако в нестандартния анализ H е безкрайно число, числата H + H = 2H или H + 1 са отделни безкрайни числа.

### В теорията на множествата
Различна форма на безкрайност са ординалните и кардиналните безкрайности в теорията на множествата. Георг Кантор разработва система от трансфинитни числа, в която първото трансфинитно кардинално число е {\displaystyle (\aleph _{0})}, мощността на множеството на естествените числа. Този подход, при който количествената оценка на безкрайността се базира на броя на елементите в множествата, е доразработена от Готлоб Фреге, Рихард Дедекинд и други.
Дедекинд приема взаимноеднозначното съответствие за основа на оценката на размера на множествата, отхвърляйки класическия възглед, че цялото не може да има размера на част от себе си. По този начин безкрайното множество може да бъде дефинирано като множество, което има същия размер, като поне едно свое строго подмножество.
Кантор разглежда два вида безкрайни числа – ординални и кардинални. Например естествените числа {\displaystyle 1,2,3,...} са безкрайно много, но са изброима безкрайност, докато числата върху реалната права са неизброима безкрайност.

## Във физиката
Във физиката даден физически обект може да се приеме за безкраен, ако приближението е достатъчно точно и това пресмятанията се улесняват. Например дълъг проводник, по който тече ток, може да бъде разглеждан като безкрайна права.